# Odontoptila elaeoides
Odontoptila elaeoides là một loài bướm đêm trong họ Geometridae.